# Sabatinca ianthina
Sabatinca ianthina is een vlinder uit de familie van de oermotten (Micropterigidae). De wetenschappelijke naam van de soort is voor het eerst geldig gepubliceerd in 1921 door Philpott.